# Banaba
Banaba (Ocean) – wyspa na Oceanie Spokojnym, w Mikronezji, kilkaset kilometrów na zachód od Wysp Gilberta. Politycznie przynależy do państwa Kiribati.
Najwyższe wzniesienie wyspy jest jednocześnie najwyższym szczytem Kiribati i sięga 81 m n.p.m.

## Historia
Wyspa została włączona do posiadłości brytyjskich w 1900 roku, w 1979 uzyskała niepodległość wchodząc w skład Kiribati. Wyspa ta jest też siedzibą władz jednego z sześciu dystryktów Kiribati, a także lokalnej rady wyspiarskiej, jednej z 21 w tym państwie. Do roku 1979 miało miejsce wydobycie i wywóz (głównie do Australii i Nowej Zelandii) bogatych złóż fosforytów (złoża wyczerpane).